# Мескиангнуна
Мескиагнуна (шумер. „Любим герой на Нанна“) — цар (лугал) на Ур, управлявал през 2484 — 2423 г. пр.н.е. Втори син на Месанепада. Според „Шумерския царски списък“ управлявал 36 години.
| I династия на Ур        |                                     |                 |
| Предшественик: Аанепада | цар Ур ок. 2483 — 2423 г. пр. н. е. | Приемник: Елили |